# Apwint
Apwint (en birmano, အပွင့်) es un término culturalmente específico de Birmania que se utiliza para referirse a individuos asignados como varones al nacer pero se identifican abiertamente como mujeres y se sienten atraídos por hombres. Fuera del contexto local, se los suele considerar como mujeres transgénero. Sin embargo, según Veronese et al., «A diferencia de las caracterizaciones occidentales típicas —como en la comunidad LGBT— que utilizan categorías separadas para definir las identidades sexuales y de género, se usa a menudo en Asia un conjunto de etiquetas para caracterizar las identidades sexuales y de género». Otro término birmano, apone (en birmano, အ ပုန်း), se usa para describir a los hombres «que están sexualmente orientados hacia otros hombres pero ocultan sus preferencias sexuales en la mayoría de las esferas o circunstancias sociales y a menudo se los denomina localmente como "ocultos" o "escondidos" por su presentación como "hombres" en entornos públicos y sociales determinados». Se cree que tanto los apwint como apone comparten el mismo yo interior «femenino», pero difieren en su expresión exterior de género.
La Sección 377 del código penal colonial británico, que tipificaba como delito todos los actos sexuales «contra el orden de la naturaleza», fue sancionada durante el gobierno británico en Birmania y se utilizó para perseguir a los apwint. Tras el fin del dominio británico en 1948, Birmania mantuvo la ley como legado del colonialismo. La Policía de Birmania sigue utilizando la Sección 377 para perseguir a los apwint, que son «considerados hombres a los ojos de la ley», incluso si no participan en ninguna actividad sexual, a pesar de que esto está estipulado como una disposición de la Sección 377. Los apwint son estereotipados como «desviados y criminales» y la policía los amenaza con arrestarlos simplemente por existir en la sociedad birmana. Se ha registrado que la policía ha utilizado amenazas para obligar a los apwint «a solicitar un soborno o un favor sexual» a cambio de no ser arrestados. Como resultado de su estatus en la sociedad, la carrera y las perspectivas económicas de los apwint son muy limitadas.